# Interkulturelle Hermeneutik
Der Begriff „interkulturelle Hermeneutik“ bezeichnet sowohl Theorien einer wissenschaftlichen Methodik des Fremdverstehens als auch die Frage nach den Bedingungen menschlichen Verstehens insbesondere in interkulturellen Konzepten. Der Begriff wird in unterschiedlicher Diktion in verschiedenen Fächern wie Literaturwissenschaft, Philosophie oder Interkulturelle Theologie verwendet.

## Historischer Abriss
Das Bestreben, etwas zu übersetzen, eine Bedeutung zu klären, war der Hermeneutik schon seit ihren Anfängen inhärent. War sie traditionell eher eine Methodik der Textexegese, so wendet sie sich im 20. Jahrhundert den grundlegenderen Fragen des Verstehens mehr philosophisch-ontologisch zu. Spätestens seit 1980 ist die Beschäftigung mit Interkulturalität in den meisten Humanwissenschaften verbreitet.  Durch verstärkte Auseinandersetzung mit kulturellen Systemen gibt es vermehrt Bedarf nach Reflexion auf die Grenzen und Möglichkeiten des Verstehens.
Interkulturelle Hermeneutik kann je nach Akzentuierung des Begriffes einen texthermeneutischen Ansatz in der Literaturwissenschaft, der interkulturellen Germanistik oder der Komparatistik bezeichnen; ein politisches, oder auch ein philosophisches Projekt des interkulturellen Verständnisses. Die Begriffsbedeutung unterscheidet sich hauptsächlich in ihrer Entfernung zur ursprünglichen Bedeutung, legt also entweder mehr Gewicht auf Methodologie und Interpretation oder die Grundlagen und Bedingungen des Verstehens überhaupt. Für die Philosophie beispielsweise ist die Hermeneutik heute eine eigene Disziplin, die sich sowohl mit Methoden wissenschaftlicher Auslegung, als auch mit den Bedingungen menschlichen Verstehens beschäftigt.
Eine gemeinsame Entwicklungsetappe, sowohl des textinterpretatorischen als auch des philosophischen Ansatzes, stellen die Arbeiten Hans-Georg Gadamers und Wilhelm Diltheys dar.

### Stufen der Begriffsentwicklung
Aufschluss über die verschiedenen Bedeutungen des Begriffes „interkulturelle Hermeneutik“ gibt ein Blick auf die Entwicklungsstufen des Hermeneutikbegriffes. Der Ausdruck „Hermeneutik“ hat sich in seiner Bedeutung stark gewandelt, seine Verwendung ist heute auch innerhalb einzelner Fachrichtungen nicht einheitlich. Ursprünglich bezeichnet der Terminus das Tragen eines „Sinnzusammenhangs aus einer Welt in eine andere“ – allerdings noch nicht in methodischer Art und Weise, sondern dogmatisch anweisend; beispielsweise im sakralen Bereich in Form autoritärer Willensäußerung. Vom ursprünglichen Sinn hat sich im modernen Verständnis des Begriffes wenig erhalten. Lediglich in der juristischen Auslegung überdauerte das normative Wesen des Hermeneutikbegriffes.
In der Neuzeit kommt es zu einem entscheidenden Wandel in der Begriffsbedeutung. Die Reformation strebt die Rückkehr zum „Buchstaben“ der heiligen Schrift an und richtet sich gegen eine allegorische Auslegung. Das führte zu einem neuen Methodenbewusstsein, das objektiv und frei von subjektiver Willkür sein will.
Dilthey bezeichnete sein Projekt als Versuch einer Begründung der Allgemeingültigkeit des geisteswissenschaftlichen Erkennens in Analogie zum Objektivitätsanspruch der Naturwissenschaften.    Er bestimmt Hermeneutik neu, als universelle Methode der Deutung der sozialen, historischen und psychologischen Welt.
Bei Heidegger ist der Punkt erreicht, an dem sich der Begriff, verstanden als instrumentalistische Methode, ins Ontologische wendet. Verstehen wird dann bei Heidegger gedeutet als Grundbewegung des menschlichen Daseins, nicht als beliebiges Verhalten des menschlichen Denkens unter anderen.
Für Gadamer ist schließlich die Sprache das primäre, unmittelbare und universelle Medium des Verstehens.

Aktuell bestehen nebeneinander mindestens drei Verwendungen des Begriffes „Hermeneutik“ in Konzeptionen, die sich mit dem Problem des Verstehens fremder Lebensäußerungen befassen, was auf deren unterschiedliche Fragerichtungen verweist.
1. Die methodologische Hermeneutik ausgehend von Friedrich Schleiermacher, die auf das „Wie“ des Verstehens fremder Äußerungen fokussiert und zugleich auf Regeln der Interpretation abzielt.
2. Die „philosophische Hermeneutik“ Diltheys, die in erster Linie auf die Analyse und Begründung der Bedingungen des Verstehens gerichtet ist.
3. Die heideggersche „Hermeneutik der Faktizität“, die selbst auslegend verfährt.[10]

## Was ist hermeneutisches Verstehen?
Dilthey findet die Begründung der geisteswissenschaftlichen Objektivität im intersubjektiven Vorgang des Verstehens. In der Interpretation bzw. Deutung der Hermeneutik trifft die Subjektivität des Auslegers auf intersubjektiv einsehbare – sprachliche und dadurch intersubjektiv objektivierte – Regeln der Auslegung. Die Hermeneutik als Auslegekunst beschreibt ihre – nicht notwendigerweise schriftlichen – Gegenstände sprachlich und objektiviert sie dadurch, macht sie erst zugänglich.   Die Grenzen und Bedingungen eines solchen Projektes des Zugänglichmachens werden sehr unterschiedlich angegeben.

### Abgrenzung
Das Verstehen fremder Kulturen war zuerst Thema der Ethnologie bzw. Völkerkunde oder Cultural Anthropology. Die Ethnologie erfasst eine fremde Kultur aus deren eigener subjektiver Perspektive. Diese Subjektivität kann, wie Wolfdietrich Schmied-Kowarzik anmerkt, nie ganz erfasst werden, weil dazu völliges Hineinversetzen nötig wäre, außerdem müsste das fremde Bewusstsein nichts anderes, bzw. nicht mehr sein als seine objektivierten Veräußerungen.
Die Xenologie ist nicht in erster Linie eine hermeneutisch-phänomenologische Wissenschaft, ihr geht es weniger um eine verstehende Darstellung fremder Kulturen als um die Bearbeitung des Themenkomplexes im Rahmen der Politologie. Nicht Verstehen ist ihr Ziel, sondern Verständigung im politikwissenschaftlichen Sinn.
Die philosophische Hermeneutik ist ursprünglich eine Theorie der Textexegese die auch auf fremdkulturelle Texte und dann auch den nichtsprachlichen Bereich ausgedehnt wurde.
Die interkulturelle Philosophie vereint theoretische und praktisch Fragestellungen.   Sie behandelt vor allem die Spannung zwischen philosophischem Universalitätsanspruch einerseits und kulturellen Identitäten andererseits.   Die interkulturelle Philosophie stellt sich auch die Frage, wie zuverlässig und mit welchen Mitteln philosophisches Denken zu erfassen ist, das aus einer anderen Kultur oder Tradition stammt und bedarf insofern einer interkulturellen Hermeneutik als allgemeine Theorie des Verstehens fremdkulturellen Denkens.
Die Konzeptionen einer interkulturellen Hermeneutik können nicht immer eindeutig einer Fachrichtung zugerechnet werden, sie entstehen häufig in einem interdisziplinären Kontext.

## Hermeneutik bei Dilthey und Gadamer
Im Rahmen von Diltheys Versuch, die Grundlagen der Geisteswissenschaft in Anlehnung an den Allgemeingültigkeitsanspruch der Naturwissenschaften zu objektivieren, ist der Begriff „Verstehen“ zentral. Dieses Grundprinzip aller Geisteswissenschaften bei Dilthey meint die „empirische Erkenntnis der Gesamtheit menschlicher Lebensäußerungen“.
„Verstehen“ ist der Begriff der bei Dilthey und Anderen die spezifische Erkenntnisweise der Geisteswissenschaften bezeichnet, im Gegensatz zur Naturwissenschaft, die „erklärt“.
Sowohl Geistes- als auch Naturwissenschaften müssen allgemeingültiges Wissen aus der Erfahrung gewinnen. Für Dilthey ist das zugrunde liegende Problem das der Begründung der Allgemeingültigkeit (Objektivität) von empirischem Wissen in beiden Wissenschaftszweigen.
Wichtig für die Lösung dieser Problemstellung ist der Begriff des Induktionsschlusses. Der Induktionsschluss folgert von Einzelfällen auf einen gegebenen Lebenszusammenhang, durch fortlaufende Prüfung gewinnt dabei die geisteswissenschaftliche Erkenntnis ausreichend Wahrscheinlichkeit um gültig zu sein.
Diltheys Konzeption ist stark mit der Sprache als „universellem Objektivationsmedium“ verbunden, durch das sich alle möglichen Objektivationen erschließen. Allerdings ist sein Gegenstand eine bloße Texthermeneutik, weil dauerhafte Fixierung Voraussetzung für seinen Begriff der „Allgemeingültigkeit“ ist.
Verstehen ist bei Dilthey ein Akt der Übertragung, des Hineinversetzens „des eigenen Selbst in einen gegebenen Inbegriff von Lebensäußerungen“. Es stellt sich daher die Frage, wie Verstehen fremder Kulturen bei Dilthey möglich sein kann, bzw. wo die Grenze des Erkenntnisvermögens in dieser Konzeption liegt.   Für R. Knüppel hat bei Dilthey was „außerhalb des eigenen Erlebnishorizontes fällt keinen Vergleichspunkt mehr“ für das Verstehen.   Verstehen ist in erster Linie an individuelle Standpunkte gebunden, worin genau diese Beschränkung besteht und inwieweit das Diltheys Anspruch der intersubjektiven Gültigkeit bzw. überhaupt einem interkulturellen Verstehen entgegensteht ist nach T. Göller nicht klar.   Möglicherweise handelt es sich hierbei auch um einen Verweis auf die im hermeneutischen Zirkeltheorem implizierte Aporie.
Gadamer thematisiert in seinem Ansatz einer „philosophischen Hermeneutik“ nicht mehr eine Methode der Geisteswissenschaft bzw. stellt keine Interpretationstheorie auf, sondern es handelt sich um eine Art von ontologischer Tieferlegung des Projektes. Die „Daseinsstruktur des Daseins“ soll – in Anlehnung an Heidegger zeitlich, geschichtlich bestimmt – im Bezug auf die geschichtliche Überlieferung behandelt werden. Verstehen wird hier als menschliche Sinnerfahrung und wirkungsgeschichtlicher Vorgang begriffen. Es handelt sich nicht in erster Linie um ein Projekt einer Methode des Verstehens, sondern „befreit“ vom Objektivitätsbegriff der Wissenschaft soll die Hermeneutik der „Geschichtlichkeit des Verstehens gerecht werden“. Ziel ist dabei nicht naturwissenschaftliche Allgemeingültigkeit, sondern das Erwerben von „Einsichten“ und das Erfahren von „Wahrheiten“.
Gadamer will die Bedingungen von Verstehen klären, und die „Universalität des Verstehens“ für alle menschlichen Sinnleistungen aufweisen.  Er beschreibt sein Projekt in „Wahrheit und Methode“ selbst als Ansatz, die Grenzen der historischen Deutung aufzuweisen, und einer – wie er es nennt – „dogmatischen Interpretation“ wieder Legitimation zu verschaffen. Dabei setzt er in Analogie zur Kunst an, weil dieser Erfahrungsbereich für ihn bis zu einem gewissen Grad immer dogmatisch ist. Verstehen in der Kunst bezeichnet er als „anerkennen und gelten lassen“, und er zitiert E. Staiger: „begreifen was uns ergreift“.   Für Gadamer übersteigt die Erfahrung der „Wahrheit“ mit der wir es in der Kunst zu tun haben die Möglichkeit methodischer Erkenntnis prinzipiell. Ähnliches konstatiert er für die Geisteswissenschaften, in denen die jeweiligen Überlieferungen zwar sowohl Gegenstände der Erforschung sein müssen, als auch „in ihrer Wahrheit zum Sprechen kommen“.
Überlieferung ist für Gadamer primär sprachlich und die Schriftlichkeit schließlich die „abstrakte Idealität“ der Sprache. Daher ist für ihn der Sinn einer Aufzeichnung wiederholbar, verstehbar.   Der Interpret bringt beim Verstehensprozess seinen eigenen Horizont mit ein, setzt ihn als eine Möglichkeit oder Meinung dem Text entgegen. Es kommt dann in einer Art Dialog zu einer Horizontverschmelzung, einer Horizontverschiebung des verstehenden Bewusstseins. Durch das parallele Koexistieren von Vergangenheit und Gegenwart im Text, wodurch ein Zugang zur Tradition über den Text entsteht, ist für Gadamer Verstehen möglich.

### Der hermeneutische Zirkel
Gadamer thematisiert in seiner Konzeption zum einen die mangelnde Vorurteilsfreiheit des Verstehens, das legitimiert aber für ihn gerade den Anspruch der Geisteswissenschaften auf „humane“ Bedeutung.   Die Zugehörigkeit zu einer Tradition ermöglicht überhaupt erst hermeneutisches Verstehen; für Gadamer ist eine zentrale Bedingung des Verstehens, sich in einer gemeinsamen „Dimension von Sinnhaftem“ zu bewegen. Ziel der Verständigung ist „Einverständnis in der Sache“; die Aufgabe der Hermeneutik war nach Gadamer stets, „gestörtes Einverständnis [wieder] herzustellen“. Auch er verweist dazu auf das traditionelle Theorem des hermeneutischen Zirkels, allerdings in einer an Heidegger ontologisch adaptierten Variante. In Gadamers Konzeption ist zum anderen eine „Einstimmung“ der Einzelheiten zum Ganzen für das Gelingen des Verstehens entscheidend. Im Verstehensprozess erweitert sich das Verständnis des Sinns in der Bewegung der Teile zum Ganzen und umgekehrt, also als „Ineinanderspiel der Bewegung der Überlieferung und der Bewegung des Interpreten“. Sinnantizipation als Möglichkeit ergibt sich hier nur durch gemeinsame Überlieferung, auch resultiert daraus die Möglichkeit eines Vorgriffes auf das zu Verstehende durch „Zu-tun-haben mit der gleichen Sache“. Diese gemeinsame Basis der „Vorurteile“ bezeichnet Gadamer als „Überlieferung“ oder „Tradition“.

### Zur Problematik des Verstehens aus Traditionszusammenhängen
Werden die Versteheneshorizonte als das der Aneignung zugängliche Material verstanden, wird in Anbetracht des Primats der Sprache und der fundamentalen Rolle der Tradition bei Gadamer eine zentrale und oft kritisierte Schwierigkeit dieses Ansatzes deutlich: Nicht in jedem Fall kann mit schriftlicher Überlieferung gerechnet werden. Zwar gesteht Gadamer den Geisteswissenschaften, die sich mit nicht-sprachlicher Vergangenheit befassen, zu, das „sprachliche Potential“ der Überreste dieser Vergangenheit zu „lesen“. Wie Heinz Kimmerle kritisiert, vollzieht Gadamer aber mit dem Universalitätsanspruch seiner Hermeneutik und dem Beharren auf dem Primat der Sprache zugleich mit dem Öffnen gegen andere Kulturen und Philosophien auch gleich wieder ein Verschließen.
Werden die einzelnen „Verstehenshorizonte“ rein als das kulturell Gewordene verstanden, dann scheint durch die relative Selbstständigkeit der verschiedenen Traditionszusammenhänge eine Verständigung außerhalb der eigenen Überlieferungsgeschichte in Gadamers Konzeption problematisch. Schon deshalb, weil durch die Vorrangigkeit der eigenen Tradition für das verstehende Bewusstsein das Andere, Fremde schon vermittelt wahrgenommen wird. Es können hier zwei radikale Positionen von Gadamer abgeleitet werden: „Entweder seine Universalhermeneutik versteht, weil sie das Fremde dem Eigenen historisch eingliedert, oder das Fremde entgeht jeder Möglichkeit es überhaupt zu verstehen.“ Im ersten Fall käme das einem Oktroyieren einer fremdkulturellen Sichtweise gleich, im zweiten Fall ergibt sich eine kulturrelativistische Position, die gegenseitiges Verstehen grundsätzlich ausschließt, was z. B. von Strömungen im Anschluss an den linguistic turn betont wurde.

## Das Problem des Archimedischen Punkts oder die Begründung der intersubjektiven Verständigung
Für die Hermeneutik gibt es keinen „archimedischen Punkt“, sondern sie ist immer schon in kulturelle und sprachliche Gegebenheiten eingebunden.   Die Begründung einer intersubjektiven oder interkulturellen Verständigung wird daher verschieden argumentiert; in der älteren Hermeneutik, z. B. bei Wilhelm Dilthey über essentialistisch interpretierte anthropologische Konstanten. In abgeschwächter Form findet sich eine ähnliche Konzeption bei Mall, der „interculturally valid anthropologic overlapings“ postuliert.
In neueren kognitionswissenschaftlichen Ansätzen wird, beispielsweise bei Holstein, auf Formen von kognitive Universalien zurückgegriffen.
Die philosophische Hermeneutik bei Martin Heidegger, und, wie sie von Hans-Georg Gadamer aufgegriffen wurde, ist die philosophische Strömung, die sich am stärksten auf innere Reflexion zum Erkenntnisgewinn bezieht. Zentral in dieser philosophischen Hermeneutik ist, dass jedes Verstehen von einem konstituierenden Vorwissen ausgeht. Gerade in einem interkulturellen Kontext wird das zum Problem. Zentraler als die Kulturdifferenz ist in der philosophischen Hermeneutik aber das Problem des zeitlichen Abstands zu einer Tradition.
Für die klassische Texthermeneutik bis ins zwanzigste Jahrhundert, deren Gegenstand immer schon gedankliche Werke aus einem kulturell und zeitlich entfernten Kontext waren, war Reflexion auf den historischen und kulturellen Rahmen des Textes schon seit dem neunzehnten Jahrhundert thematisch.

## Interkulturelle Texthermeneutik
Seit den frühen siebziger Jahren gewinnt die Auseinandersetzung mit Fragen der Interkulturalität auch innerhalb der neueren Literaturwissenschaft (sowohl in den nationalen Literaturwissenschaften als auch in der Komparatistik) an Bedeutung; so etablierte sich z. B. eine eigene interkulturelle Germanistik, auch über den deutschsprachigen Raum hinaus.
Sie beschäftigt sich beispielsweise mit der Frage des kulturspezifischen Verständnisses literarischer Texte, wonach sich für Texte eine breitere Interpretationsbasis bietet, wenn diese nicht nur aus der Perspektive der Ursprungskultur, sondern auch einer fremden Kultur betrachtet werden.
Zusätzlich wird auch die Frage gestellt, inwieweit literaturwissenschaftliches Interpretieren bzw. Verstehen zu einem tieferen Verständnis einer fremden Kultur beitragen kann. Das Hauptmedium dieses interkulturellen Verständnisansatzes ist Literatur, aber auch der interkulturellen Texthermeneutik liegt die Frage zugrunde, wie fremde Texte überhaupt verstanden werden können, insofern kommt es auch hier zu einer kritischen Auseinandersetzung mit Hermeneutik allgemein und auch im Speziellen mit der philosophischen Hermeneutik Gadamers. Auch innerhalb der interkulturellen Germanistik gibt es unterschiedliche und auch divergierenden Positionen.
Bei der Untersuchung der interkulturellen Rezeption unterscheidet z. B. Alois Wierlacher zwischen kultureller Außen- und Innenperspektive als zwei gleichermaßen legitimen Deutungsansätzen. Fremdes und Eigenes sind für ihn relationale Kategorien, die je nach kultureller Perspektive unterschiedlich erfahren werden. Gadamers Bestreben, das Fremde im Eigenen aufzulösen kann für Wierlacher somit nicht das Ziel sein; vielmehr strebt er eine „Hermeneutik der komplementären Optik“ an, die das Fremde und das Eigene gleichermaßen gelten lässt.   Es geht um ein „Vertrautwerden in der Distanz“ im Sinne von Helmuth Plessner, wonach das Andere als das Andere und das Fremde zugleich gesehen wird.
Auch Eberhard Scheiffele wendet sich gegen die Gadamersche Verstehenskonzeption der „Horizontverschmelzung“. Für ihn ist weder Assimilation noch Identifikation oder Konfrontation ein adäquater Zugang zum Fremdkulturellen. Er betont Interkulturalität als Miteinander, nicht als Zwischen und vor allem das wechselseitige Verstehen durch „Abhebung“.   Seine „Dialektik zwischen Affinität und Abhebung“  zielt darauf ab, das Fremde durch den Blick aus der Perspektive des Fremden auf das Eigene zugänglich zu machen.
Das Modell von Dietrich Krusche des „disjungierenden Deutens“ unterscheidet zwischen Textstellen die eine Deutung innerhalb des ursprünglichen kulturellen Kontextes eines Textes erfordern und Leerstellen, die auch über den Ursprungskontext hinausgehende Lesarten zulassen.
Horst Steinmetz hingegen vertritt die radikalere These von der Priorität des Interpretationskontextes gegenüber dem kulturellen Hintergrund des Werkes. Der Text wird als zu verarbeitendes Objekt der Interpretation betrachtet, die Richtigkeit der Interpretation erschließt sich nicht zwingend über den eigenkulturellen Hintergrund des Textes, sondern aus der sinnvollen Vermittlung von Text und Kontext.

## Einige aktuelle Strömungen in der interkulturellen und komparativen Philosophie

### „Interkulturelle Philosophie“: Der „Polylog“ bei Franz Martin Wimmer
Für Franz Martin Wimmer ist Philosophie prinzipiell ein Projekt dem der Anspruch kulturunabhängig intelligibel zu sein, schon inhärent ist; in ihrem universalen Geltungsanspruch und in dem grundsätzlichen Selbstverständnis, nicht traditions- oder religionsgebunden sein zu wollen.
Methodisch fordert Wimmer für das interkulturelle Philosophieren einen „Polylog der Traditionen“, also ein möglichst vielstimmiges Gespräch. Erst wenn der Einfluss einer Vielzahl verschiedener Traditionen und Kulturen aufeinander möglichst umfassend ist, ist diese Stufe des „Polylogs“ erreicht. Eine dementsprechende Hermeneutik muss offen, also von gegenseitigem Interesse geleitet sein; Fremdverstehen darf auch nicht in vereinnahmender Aneignung münden. Im Prozess der Begegnung ist bloßes Hörbarmachen der anderen Kultur nicht ausreichend, es muss auch auf ihre Begründung und Rechtfertigung reflektiert werden. Daher weist Wimmer auf die Bedeutung einer verstärkten Auseinandersetzung mit der transkulturellen Gültigkeit logischer Gesetze hin.

### „Interkulturelle Philosophie“: Ram Adhar Malls „Analogische Hermeneutik“
Eine Philosophie der Hermeneutik muss für Ram Adhar Mall zwangsläufig Elemente enthalten, die nicht universell apriorisch sind. Vor allem ist es notwendig, dass sie sich ihrer eigenen unvermeidlichen kulturellen Gebundenheit bewusst ist. Es muss deutlich gemacht werden, dass der eigene Standort des Verstehens nicht verlassen werden kann; aber gerade deshalb keinesfalls absolut gesetzt werden darf.
Mall bezeichnet seinen Ansatz als „nicht-reduktive“ bzw. „analogische Hermeneutik“; es muss vermieden werden, dass das Fremde seine Eigenständigkeit verliert und nur durch das Eigene wahrgenommen wird. Diese Form der Einverleibung im Verstehen sei „stets mit irgendeiner Form von Gewalt verbunden“.   Vermeidbar ist der hermeneutische Zirkel für Mall zwar nicht, doch darf er keinesfalls dogmatische Verbindlichkeit haben.
Malls Verständnis von „Verstehen“ in diesem Kontext entspricht einem „schwachen Konsensualismus“ (nach N. Rescher), wonach der „Konsens ein zu realisierendes Ideal ist, jedoch nicht hypostasiert werden darf.“   Den Einheitsgedanken bezeichnet Mall als regulative Idee die aus dem grundsätzlichen Bedürfnis nach Vermittlung kommt und eine moralische Verpflichtung darstellt.
Mall unterscheidet drei Hermeneutikmodelle, von denen ihm nur das dritte als Programm einer interkulturellen Hermeneutik bzw. Philosophie geeignet scheint:
1. Identitätsmodell
Unbekanntes soll über das bereits bekannte Eigene verstanden werden. Mall kritisiert die diesem Modell zugrunde liegende Vorstellung einer „totalen Kommensurabilität“ aller Kulturen, Religionen und Philosophien. Kulturverstehen hätte seine Grenze dort, wo das Eigene, also die eigene Kultur endet. Für Mall führt sich dieses Konzept selbst ad absurdum, weil die monolithischen Entitäten die hier postuliert werden, z. B. „der Christ“ schlechthin, der nur von „dem Christen“ verstanden werden kann, so nicht existieren.
2. Hermeneutik der Differenz
Dieses (postmoderne) Verstehensmodell postuliert hingegen totale kulturelle Inkommensurabilität, was interkulturelles Verstehen gleichermaßen ausschließt.
3. Analogische Hermeneutik
Mall geht von kulturellen Überlappungsbereichen aus. Diese können die verschiedensten Bereiche von biologisch-anthropologisch bis politisch betreffen. Die Überschneidungsbereiche sind nicht ontologisch zu verstehen, sondern bezeichnen „die auf dem Boden des Empirischen zu erreichenden und zu begründenden Gemeinsamkeiten“[50]. Es darf kein privilegiertes Begriffssystem geben, sondern eine begriffliche Konkordanz muss angestrebt werden. Dabei können Übertragungen niemals deckungsgleich sein, das Andere kann zwar übersetzt aber darin nie vollständig erschlossen werden.[51]   Mall spricht von einem „metonymischen Transfer.“[52]

### Der phänomenologische Ansatz innerhalb der interkulturellen Philosophie: Bernhard Waldenfels
Ein zentrales Thema in der Arbeit von Bernhard Waldenfels ist die Bestimmung des Fremdheitbegriffes. Die Beschreibung von Edmund Husserl der Fremderfahrung als „Zugänglichkeit des original Unzugänglichen“ scheint ihm geeignet, um die Fremderfahrung als nicht von vornherein überdeckt zu behandeln. Er unterscheidet Sinnentzug und Nichtzugehörigkeit als verschiedene Formen der Fremdheit. Diese (relationale) Fremdheit erwächst für Waldenfels aus einer zweifachen Irritation, einerseits aus sozialer Fremdheit (Erwartung von Gleichbehandlung) und andererseits aus kultureller Fremdheit (Erwartung einer geltenden Wirklichkeitsordnung).   Wird Fremdverstehen – wie häufig in der kritischen Ethnologie – als vereinnahmende Aneignung gelesen, so ist das für Waldenfels ein Kategorienfehler; durch die Zunahme von Wissen über etwas vermindert sich nur die kulturelle, nicht aber die soziale Fremdheit.
Waldenfels versucht eine Reduzierung des Fremden auf das lediglich noch nicht Bekannte zu verhindern, indem er die „Unvergleichlichkeit der Fremderfahrung“ betont, die sich jedem Vergleich entzieht.
Das Objekt in der Fremderfahrung kann nicht von seinem Kontext, der Diskursordnung, abgelöst werden. Husserls Sinnhorizonte stoßen dort an ihre Grenzen, wo Fremdheit als Unzugänglichkeit erfahren wird, als „Unmöglichkeit der eigenen Möglichkeit“.   Waldenfels unterteilt die Lebenswelt in Heimwelt und Fremdwelt.   Die Annahme einer prinzipiellen Verständlichkeit aller menschlichen Äußerungen deutet er als Überschätzung der Verstehensmöglichkeiten, das Postulat des universellen Verstehenspotentials als Schutzmechanismus gegen das Fremde. Fremdheit ist für ihn kein „Über-die-eigenen-Möglichkeiten-hinaus“, sondern eine Irritation der eigenen Ordnung, etwas „Außerordentliches“.
Waldenfels spricht von einer Verschränkung von Eigenem und Fremdem, es gibt immer Eigenes im Fremden und Fremdes im Eigenen, beide Bereiche sind aber nie völlig zur Deckung zu bringen. Fremdheit ist schon in der Eigenheit eingeschrieben, indem auf eine fremde – also von außen kommende – Frage geantwortet wird. Interkulturalität ist für Waldenfels ein der Lebenswelt als Kulturwelt schon inhärentes Moment, die sich per se in Fremd- und Heimwelt teil.

### Kulturrelativistische komparative Ansätze aus der Beschäftigung mit der chinesischen Philosophie: Lutz Geldsetzer
(Quelle:)

Lutz Geldsetzer beschäftigt sich komparativ-philosophisch mit Euro- und Sinozentrismen. Wie auch Mall geht er davon aus, dass „Zentrismen“ notwendige Bedingungen für interkulturelle Begegnungen sind, da jedem Verstehen bestimmte Vorurteile notwendig vorausgehen.   Geldsetzer vergleicht z. B. ideengeschichtliche und formale Aspekte oder auch Etymologien von äquivalent verwendeten Begriffen in der chinesischen und der okzidentalen Philosophie und Philosophiegeschichte. Er plädiert schließlich für ein differenziertes Begriffsbewusstsein im Umgang mit der anderen Kultur ohne jedoch zu vergessen, dass es ebenso genügend Gemeinsamkeiten der beiden Philosophietraditionen gibt.

### Ansätze aus Untersuchungen und Kodifizierungen der Afrikanische Philosophie|afrikanischen Philosophie
Heinz Kimmerle untersucht die Möglichkeiten und Grenzen der philosophischen Hermeneutik Gadamerscher Prägung im Bezug auf Interkulturalität. Er nennt zwei wichtige Aspekte an Gadamers Konzeption:
1. die Betonung der Offenheit und Unabgeschlossenheit des Verstehens. Verstehen kann bei Gadamer nicht abgeschlossen, vollständig sein, ohne dass das Verstehen zugleich eingeschränkt wäre, weil darüber verfügt werden könnte.
Zum anderen unterstreicht Kimmerle den Vorrang der hermeneutischen Frage bei Gadamer: Die Frage ist in Form des Anderen der Tradition immer schon gestellt. Beide Aspekte, die Unabgeschlossenheit des Verstehens und auch den Vorrang der hermeneutischen Frage bezeichnet Kimmerle als Voraussetzungen für Verstehen.
Zusätzlich nennt er als 3. Bedingung eine „Methodik des Hörens“. Er kritisiert Gadamers Konzeption der „fruchtbaren Vorurteile“. Für Kimmerle können Vorurteile nicht gewinnbringend „aufs Spiel gesetzt“, sondern bloß ausgeräumt werden.
Kimmerle übt ebenfalls Kritik an Gadamers Verstehensoptimismus. Gadamer erkennt auch in „vorsprachlicher Geschichte“ noch sprachliches Potential; Sprachlichkeit aber, als universales „Medium der hermeneutischen Erfahrung“ garantiert damit auch universales Verstehenkönnen, was für Kimmerle als Anspruch einer interkulturellen Hermeneutik nicht haltbar ist.
In der Auseinandersetzung mit afrikanischer Philosophie und insbesondere der Analyse des westlichen Verständnisses von afrikanischer Philosophie betont Kimmerle einen „dialogischen Ansatz“. Das Erschließen einer fremden Philosophie ist immer schon von bestimmten Fragen und vorausgesetzten Argumentationszusammenhängen geleitet, daher ist das „Hören“ für Kimmerle das zentrale Element des Dialogs, keinesfalls dürfen fertige Antworten auf die gestellten Fragen erwartet werden; die Minimalbedingung der Hörbereitschaft ist zugleich auch das Maximum an Offenheit, das für Kimmerle in der aktuellen Situation leistbar ist.

### Ansätze aus komparativen Studien zur spanischen bzw. lateinamerikanischen Philosophie
(Quelle:)

#### Raimon Panikkar
Raimon Panikkar weist darauf hin, dass Monokulturalismen sehr subtil vertreten werden können, so z. B. im Bezug auf den Vernunftbegriff der modernen Naturwissenschaften. Diese fordern nach Panikkar eine universelle, also einzige Vernunft und blenden die Tatsache aus, dass auch diese „allgemeine“ Vernunft einen kulturellen Ursprung und Hintergrund hat. Den üblicheren Begriff „Kultur“ ersetzt Panikkar durch „Mythos“, womit er „Riten, Gebräuche, Meinungen,“ eines Volkes zu einer bestimmten Epoche bezeichnet.
Panikkar bestreitet die Existenz von kulturellen Universalien, also bestimmten allen Kulturen eigenen Werten. „Kultur“ ist für ihn kein Objekt wie jedes andere, weil wir uns immer schon in ihr bewegen. Kultur ist schon die Grundlage von der aus die gegenständliche Welt erfasst wird. Wohl sind bestimmten „menschlichen Invarianten“ wie Essen, Schlafen etc. allen Menschen gemeinsam, die konkrete Art und Weise wie diese gelebt und erfahren werden hingegen, ist wieder sowohl kulturabhängig als auch individuell verschieden. Die Einsicht, dass auch Menschen in anderen Kulturen, die mit anderen „Mythen“ leben, ein vollwertiges Leben haben, ist es, was für Panikkar zur Interkulturalität führt.
„Multikulturalismus“ hingegen stellt für ihn das absolute Gegenteil dar: zum einen ist er unmöglich; die eigene Kultur ist der Erfahrung mit anderen Kulturen immer schon vorgängig. Möglich wäre ein „Plurikulturalismus“, ein Koexistieren verschiedener Weltsichten ohne gegenseitige Berührung. Koexistenz der Kulturen in ihrer offensichtlichen Unterschiedlichkeit hingegen ist in der heutigen Welt offensichtlich nicht möglich. Panikkar konstatiert eine faktische Inkompatibilität der Kulturen, weniger weil sie an sich inkommensurabel, sondern weil sie unterschiedlich stark sind, sich nicht auf Augenhöhe begegnen können. Multikulturalismus ist nicht formal, sondern wegen der faktischen technologischen Dominanz der westlichen Welt unmöglich.

#### Raúl Fornet-Betancourt, Hermeneutik der Fremden
Raúl Fornet y Betancourt behandelt die interkulturell-hermeneutische Frage aus einer philosophisch-politischen Perspektive.   Er macht ausdrücklich darauf aufmerksam, einen Hermeneutikbegriff zu verwenden, der auf den antiken, vor der neuzeitlichen Wende, zurückgreift. Fornet-Betancourt betont vor allem den etymologisch ursprünglichen Aspekt des „Übersetzens“. Ausgangspunkt seiner Hermeneutik des Fremden ist die Grundeinsicht, dass Übersetzen Bedingung für das Verstehen ist. Übersetzen wiederum versteht er als kollektive Aufgabe im Sinn der Übersetzungsgemeinschaften z. B. von Toledo im 11. u. 12. Jh. Dort waren die übersetzenden Arbeitsgemeinschaften zugleich auch Lebensgemeinschaften, der Andere war nicht Objekt, er wurde nicht übersetzt, sondern fungierte als Subjekt, als Mitübersetzer. Der Fremde kann so auch als Selbstinterpret auftreten. Politisch ist dieser Ansatz insofern, als er eine Politik der Fremden fordert, die unseren alltäglichen Umgang mit den Fremden verbessert. Fornet-Betancourt verweist auf das Konzept der interkulturellen Gesellschaft, die sich durch das Mitwirken ihrer Mitglieder formiert, im Gegensatz zu einer multikulturellen Gesellschaft, die eher den Erhalt separater Vielheiten befördert. Diesem Vorschlag einer interkulturell motivierten Politik entspräche nicht eine Leitkultur, was der Forderung nach Anpassung an eine Mehrheitskultur gleichkommen würde, sondern für Fornet-Betancourt geht es im Gegenteil um die interkulturelle Transformation der Mehrheitskultur.

### Linguistisch-strukturalistischer und allgemein kulturvergleichender Ansatz: Die Intra- und interkulturelle Hermeneutik bei Elmar Holenstein
(Quelle:)

Elmar Holenstein  unterscheidet gängige interkulturelle Thesen in „platonische“ und „romantische“. „Platonisch“ charakterisiert die These, die besagt, dass sich einzelne Kulturen im Großen und Ganzen mit denselben Themen und Problemen konfrontiert sehen und nur deren Ausdruck sich kulturell unterscheidet. Sieht man also von den verschiedenen Begriffen ab und kehrt „zu den Sachen selbst zurück“, ist Verständigung möglich.
Die romantische These hingegen postuliert eine unauflösliche Verschränkung von Bedeutung und Ausdruck und ebenso von Text und Kontext einer Rede. Da das Eine also nicht ohne das Andere angeeignet werden kann, wird die Kluft zwischen den einzelnen Kulturtraditionen unüberwindbar; Übersetzungen von einer Lebensform in die Andere scheinen somit kaum möglich.
Holensteins Hypothese einer möglichen Synthese beider Positionen postuliert neben den historisch bedingten Eigenheiten der Kulturen ebenso gemeinsame entwicklungsgeschichtliche Charakteristika. Die – nach Holenstein faktisch intrakulturell bereits vorhandene – Fähigkeit zum Perspektivenwechsel stellt eine Grundlage dar, die Verstehen auch über den eigenen Kulturkreis hinaus ermöglicht.

## Fundierung einer Hermeneutik des Fremdverstehens in der Phänomenologie von A. Schütz
Auch Alfred Schütz phänomenologische Methode der Fundierung des Fremdverstehens im Selbstverstehen kann als Hermeneutik des Fremdverstehens über die Texthermeneutik hinaus gelesen werden.   Die Frage, ob der Andere der eigenen oder einer fremden Kultur angehört, stellt sich für ihn nicht in erster Linie.
Schütz versucht Fremdverstehen konstitutionstheoretisch im Selbstverstehen zu fundieren. Er tut das aus der Perspektive der Sozialwissenschaft; dort stellt sich das Problem der Deutung fremder Äußerungen in spezifischer Weise: ihr Gegenstand deutet sich immer schon selbst und äußert diese Deutung auch kommunikativ.   Wissenschaftliche Deutung von „kulturellen Erzeugnissen oder Sinngebilden“ (sowohl Handlungen als auch Artefakte) setzt die Trennung der Perspektiven „Selbst-“ und „Fremdinterpretation“ voraus. Hier setzt Schütz an und fordert Reflexion auf die methodischen Konsequenzen dieser Aufspaltung in handelndes Ich  auf der einen Seite und deutendes Ich auf der anderen. Dabei möchte Schütz „Kulturobjektivationen und Formen sozialen Handelns zurückverfolgen auf ‚Sinnsetzungs- und Verstehensprozesse von Handelnden in der Sozialwelt’ aus denen sie sich konstituiert haben“. Diese Konstitution kam Zustande, sowohl in sinngebendem eigenem Verhalten, als auch in Deutungsvorgängen fremden Verhaltens. Um die Konstitution von Sinnstrukturen in ihrer Genese zu verfolgen, ist es für Schütz notwendig sie auf ihren „Grundtatbestand“ zurückzuführen. Dieser Grundtatbestand von „Verstehen“ oder „Sinn“ – anknüpfend an die trandszendental-phänomenologische Tradition Husserls oder die „Dauer“ bei Henri Bergson – ist für Schütz in einer „Erlebnisschicht“ angesiedelt, die sich nur der Reflexion in Form strenger philosophischer Selbstbestimmung erschließt.
Ausgehend von der Bestimmung des Sinns der sich im isolierten Ich in dessen inneren Zeitbewusstsein konstituiert, versucht Schütz die „Erfahrungswelt des Ichs“ zu begreifen; als durch vergangene Ereignisse konstituierte Erfahrungswelt. Zweitens will er die Deutungsschemata aufweisen, mit Hilfe derer sich das Ich in diese Erfahrungswelt einordnet, also sich selbst interpretiert.
Erst jetzt geht Schütz vom Selbstverstehen zum Fremdverstehen über, wobei er sich auf den Husserlschen Begriff der „natürlichen Weltanschauung“ bezieht. Dem Fremdverstehen liegt die „Fremdauslegung“ zugrunde. Das baut auf der Annahme des Ichs auf, dass jedes, auch das andere, fremde Ich seine Bewusstseinserlebnisse in der gleichen Weise vollzieht. Fremdauslegung erfolgt also für Schütz analog zur Selbstauslegung.   Das ist durch fiktives Zueigenmachen der Handlungsmotive möglich, wobei Schütz die intersubjektive Relation innerhalb der „natürlichen Einstellung“ schon voraussetzt.

## Hans Köchlers Grundlegung eines hermeneutischen „Civilisational Dialogue“
Hans Köchler geht davon aus, dass es keine neutrale, wertfreie Basis für einen Kultur-Dialog gibt. Jeder Interaktion geht schon ein bestimmtes kulturelles Selbstverständnis der Beteiligten voraus. Kommunikation ist für Köchler ein Ausdruck der „Lebenswelt“ im Husserlschen Sinn.
Das wird problematisch, wenn beispielsweise die westliche Welt kulturelle Universalitätsansprüche stellt.
Auch intellektuelle Hegemonieforderungen ortet Köchler, beispielsweise in Konzeptionen wie Nietzsches Wille zur Macht.
Kontroll- und Besitzansprüche aber haben für Köchler nichts mit „In-der-Welt-Sein“ im heideggerschen Sinn zu tun. Die Globalisierung führt zu einer radikalen Entfremdung vom „Sein“, wodurch der Exklusivitätsanspruch sich nicht nur auf die schwächeren Diskurspartner, sondern auch die vorherrschende Gemeinschaft negativ auswirkt.
Nach Köchler müssen die ideologischen Prämissen der Kommunikation freigelegt, und eine „Dialektik des Selbstverständnisses“ angestrebt werden.
Kultur ist die zugrundeliegende Basis der Wahrnehmung, wo Sprache stattfindet. Darauf geht Köchlers Dialektik des kulturellen Selbstverständnisses ein.
Köchler unterscheidet die deskriptive und die normative Komponente des Selbstverständnisses einer Kultur oder „kulturellen Ära“: Selbstverständnis beginnt mit der Feststellung „so sind wir“, dem folgt erst die praktische Umsetzung, die Selbstrealisierung. Das Problem das dem Kulturverstehen zugrunde liegt, ist nach A. Oberpranchter nicht Unterschiedlichkeit per se, sondern muss zurückverfolgt werden zu dem Mangel an verantwortungsvollem Selbstverständnis, was wiederum ein Resultat der Verwechslung der beiden zugrundeliegenden Komponenten des Selbstverständnisses ist. Der Dialog kann nicht zustande kommen, wenn ein Dialogpartner seine unreflektierten Wertvorstellungen dem Verstehensprozess schon voranstellt; wenn beispielsweise politische Hegemonie mit kulturellem Vorsprung verwechselt wird.
Voraussetzung für einen verantwortungsvollen Diskurs ist daher zuerst kritische Hinterfragung der Sichtweise auf den eigenen kulturellen Hintergrund. In Anlehnung an Hegels Dialektik des Selbstbewusstseins ist der Kontakt mit fremden Kulturen eine notwendige Bedingung für die Bildung kulturellen Selbstverständnisses. Überwunden werden kann eine Einschränkung des Verstehens durch falsches kulturelles Selbstverständnis nach Köchler durch Toleranz und gegenseitigen Respekt, verstanden im Sinn einer Metanorm der kantischen Ethik.